# گل‌ها (ترانه مایلی سایرس)
«گل‌ها» (انگلیسی: Flowers) ترانه‌ای از خوانندهٔ آمریکایی مایلی سایرس است که در هشتمین آلبوم استودیویی او تعطیلات تابستانی بی‌پایان (۲۰۲۳) قرار دارد. سایرس این ترانه را با گریگوری آلده هاین و مایکل پولاک نوشت و کید هارپون و تایلر جانسون تهیه‌کنندگان آن بودند. کلمبیا رکوردز «گل‌ها» را به‌عنوان تک‌آهنگ آغازین آلبوم در ۱۲ ژانویهٔ ۲۰۲۳ منتشر کرد. این ترانه، اثری پاپ با عناصر دیسکو، راک و فانک است؛ متن آن دربارهٔ پذیرفتن جدایی از یک رابطهٔ عاشقانه است؛ جایی که فرد یاد می‌گیرد بدون وابستگی به دیگران احساس کامل بودن و استقلال داشته باشد.
«گل‌ها» نقدهای مثبتی از منتقدان موسیقی دریافت کرد و به موفقیت تجاری بزرگی دست یافت و رکوردهای بسیاری را شکست. در ایالات متحده، این تک‌آهنگ در رتبه اول قرار گرفت و هشت هفته متوالی را در صدر بیلبورد هات ۱۰۰ سپری کرد. علاوه بر این، پس از «توپ مخرب» (۲۰۱۳) به دومین ترانهٔ شماره یک سایرس در این جدول تبدیل شد. همچنین در رتبه اول جدول ۲۰۰ آهنگ جهانی بیلبورد قرار گرفت و برای سیزده هفته متوالی در صدر بود. این آهنگ همچنین در جاهای دیگر موفقیت تجاری داشت و در ۳۷ کشور دیگر در صدر جدول قرار گرفت. همچنین یک رشته از رکوردها را در پلتفرم‌های استریم شکست، از جمله رکورد اسپاتیفای برای بیشترین پخش آهنگ در یک هفته (هم در هفته اول و هم در هفته دوم) و سریع‌ترین آهنگ در تاریخ اسپاتیفای که از یک میلیارد استریم گذشت که این رکورد را در ۱۱۲ روز به دست آورد. این ترانه برندهٔ جوایز گرمی ضبط سال و بهترین اجرای پاپ تک‌نفره شد و همچنین نامزد ترانه سال بود.
جیکوب بیکسنمن موزیک ویدیوی «گل‌ها» را کارگردانی کرد که سایرس در حال اجرای رقص در چندین مکان از جمله استخر روباز، حیاط خلوت و پشت بام خانه‌اش است. فیلم‌برداری در لس آنجلس صورت گرفت و صحنه‌هایی در الیزین پارک تصویربرداری شد. این ویدیو نامزد سه جایزه در جوایز موسیقی ویدیوی ام‌تی‌وی ۲۰۲۳ شد: ویدئو سال، بهترین ویدیوی پاپ و بهترین فیلمبرداری. برای تبلیغات بیشتر، سایرس این ترانه را به صورت زنده در ویژه کنسرت مستند همراه آلبوم، تعطیلات تابستانی بی پایان (جلسات حیاط خلوت)، اجرا کرد.

## دعوی قضایی
در ۱۶ سپتامبر ۲۰۲۴، شکایتی علیه سایرس در دادگاه فدرال لس آنجلس ثبت شد که در آن ادعا شده او و ترانه‌سرایان «گل‌ها» بخش‌هایی از آهنگ «وقتی که من مردت بودم» از برونو مارس (منتشر شده در سال ۲۰۱۲) را کپی کرده‌اند. این شکایت توسط شرکت Tempo Music Investments تنظیم شده و ادعا شده که در «گل‌ها» به‌طور غیرمجاز از بخش‌هایی از آهنگ مارس استفاده شده است. در این پرونده، نویسندگان همکار آهنگ یعنی گرگوری هاین و مایکل پولاک نیز نام برده شده‌اند. همچنین شرکت‌هایی نظیر انتشارات موسیقی سونی، اپل، تارگت، وال‌مارت و سایر توزیع‌کنندگان ترانه هم متهم شده‌اند. با این حال، مارس به‌عنوان شاکی در پرونده حضور ندارد. شرکت Tempo Music مدعی است که بخشی از حقوق آهنگ «وقتی که من مردت بودم» را از فیلیپ لارنس، یکی از ترانه‌سرایان آن، خریداری کرده است.
در ۲۰ نوامبر ۲۰۲۴، وکلای سایرس خواستار رد این شکایت شدند. آن‌ها اظهار داشتند که: «شاکی به‌تنهایی این دعوای حقوقی را مطرح کرده، بدون حضور هیچ‌یک از دیگر نویسندگان یا مالکان اثر اصلی. بدون رضایت سایر مالکان، انتقال حق از تنها یک شریک، صلاحیت قانونی برای پیگیری چنین دعوایی را ایجاد نمی‌کند.»